# Italie aux Jeux olympiques d'hiver de 2002
Cet article contient des informations sur la participation et les résultats de l'Italie aux Jeux olympiques d'hiver de 2002 à Salt Lake City.
Les athlètes italiens se sont classés au septième rang du classement des nations avec treize médailles (quatre d'or, quatre d'argent et cinq de bronze).

## Liste des médaillés italiens

### Nombre de médailles par sport
| Sport               | Or | Argent | Bronze | Total |
| ------------------- | -- | ------ | ------ | ----- |
| Ski de fond         | 2  | 2      | 2      | 6     |
| Ski alpin           | 1  | 1      | 1      | 3     |
| Luge                | 1  | 0      | 0      | 1     |
| Short track         | 0  | 1      | 0      | 1     |
| Patinage artistique | 0  | 0      | 1      | 1     |
| Snowboard           | 0  | 0      | 1      | 1     |
| Total               | 4  | 4      | 5      | 13    |

### Médailles d'or
| Médaille | Nom                | Sport       | Discipline |
| -------- | ------------------ | ----------- | ---------- |
|          | Daniela Ceccarelli | Ski alpin   | Super G    |
|          | Stefania Belmondo  | Ski de fond | 15km       |
|          | Gabriella Paruzzi  | Ski de fond | 30km       |
|          | Armin Zöggeler     | Luge        | Simple     |

### Médaille d'argent
| Médaille | Nom                                                                                | Sport       | Discipline      |
| -------- | ---------------------------------------------------------------------------------- | ----------- | --------------- |
|          | Isolde Kostner                                                                     | Ski alpin   | Descente        |
|          | Stefania Belmondo                                                                  | Ski de fond | 30km            |
|          | Giorgio Di Centa Fabio Maj Pietro Piller Cottrer Cristian Zorzi                    | Ski de fond | Relais masculin |
|          | Michele Antonioli Maurizio Carnino Fabio Carta Nicola Franceschina Nicola Rodigari | Short track | 5000m           |

### Médaille de bronze
| Médaille | Nom                                   | Sport               | Discipline      |
| -------- | ------------------------------------- | ------------------- | --------------- |
|          | Karen Putzer                          | Ski alpin           | Super-G         |
|          | Stefania Belmondo                     | Ski de fond         | 10km            |
|          | Cristian Zorzi                        | Ski de fond         | Sprint          |
|          | Barbara Fusar Poli Maurizio Margaglio | Patinage artistique | Danse sur glace |
|          | Lidia Trettel                         | Snowboard           | Slalom géant    |

## Sources
- (en) Cet article est partiellement ou en totalité issu de l’article de Wikipédia en anglais intitulé « Italy at the 2002 Winter Olympics » (voir la liste des auteurs).